# Paul-Otto Bessire
 (janvier 2019).
Si vous disposez d'ouvrages ou d'articles de référence ou si vous connaissez des sites web de qualité traitant du thème abordé ici, merci de compléter l'article en donnant les références utiles à sa vérifiabilité et en les liant à la section « Notes et références ».
Paul-Otto Bessire, né le 21 avril 1880 à Moutier (canton de Berne) et mort le 6 septembre 1958 dans cette même commune, est un historien suisse.

## Biographie
Il a étudié à l’École normale de Porrentruy, puis aux universités de Bâle et de Berne pour obtenir un diplôme de maître de gymnase et un doctorat ès lettres.
Il fut professeur à l’École secondaire de Moutier, puis professeur d'histoire à l'École cantonale de Porrentruy.

## Œuvres
- Histoire du Jura bernois et de l'ancien Évêché de Bâle, Porrentruy, 1935réédité à Moutier en 1968
- Histoire du peuple suisses par le texte et par l'image, Moutier, 1940
- Berne et la Suisse : Histoire de leurs relations depuis les origines jusqu'à nos jours, Berne, 1953
- Le banneret : Pièce historique en 4 actes avec chants et musique, Bienne, 1927
- Le cerisier en fleurs (roman), Lausanne, 1930
- La clairière enchantée : Nouvelles et légendes jurassiennes, Porrentruy, 1944
- Images de la Suisse, Berne, 1936
- Jacob-Henri Meister (1744-1826) : Sa vie et ses œuvres (biographie), Delémont, 1912
- Léon Froidevaux 1876-1931 : Le musicien et le journaliste (biographie), Moutier, 1943
- Les origines de la Suisse et les communautés libres, Berne, 1938
- La question jurassienne, Porrentruy, 1919
- Le rôle des Suisses dans les troubles de l'Évêché de Bâle (1726-1740), Delémont, 1918
- Sous le ciel natal, poèmes, Tavannes, 1933